# 감호소
감호소(監護所)는 보안처분을 받은 수형자에 대한 감호를 집행하는 행형기관이다.

## 감호소의 종류
- 보안감호소 : 보안감호처분을 받은 수형자를 수용하여 보안감호를 하는 감호소이다.
- 보호감호소 : 교도소에서 형기를 마친 상습범을 이감하여 수용시켜 보호감호를 하는 감호소이다.
- 치료감호소 : 범죄를 범한 정신장애자나 알코올중독자, 마약중독자를 수용하여 치료감호를 하는 감호소이다.